# Tylosis hilaris
Tylosis hilaris là một loài bọ cánh cứng trong họ Cerambycidae.